# Forcipomyia varipennis
Forcipomyia varipennis är en tvåvingeart som beskrevs av Wirth och Williams 1957. Forcipomyia varipennis ingår i släktet Forcipomyia och familjen svidknott. Inga underarter finns listade i Catalogue of Life.